# Halsbandmanguste
Die Halsbandmanguste (Urva semitorquata, Synonym: Herpestes semitorquatus) ist eine Raubtierart aus der Familie der Mangusten (Herpestidae). Sie kommt nur auf der Insel Borneo, möglicherweise auch noch auf Sumatra vor.

## Merkmale und Systematik
Die Halsbandmanguste erreicht eine Kopf-Rumpf-Länge von etwa 40–45,5 cm, der Schwanz misst 28,5–30 cm, womit er mehr als 60 % der Kopf-Rumpf-Länge misst. Das Gewicht beträgt etwa 3–4 kg. Die Grundfärbung ist rötlichbraun mit einer gelblichen Zeichnung am Rücken. Die Beine sind im unteren Teil schwarzbraun gefärbt, der Schwanz ist gelblich, ebenso die Unterseite von Kopf und Hals. Von den Ohren zu den Schultern zieht sich jeweils ein weißlicher Streifen entlang. Das Deckhaar ist mit einer Länge von 10 bis 20 mm recht kurz.
| 3 | · | 1 | · | 4 | · | 2 | = 40 |

Das Gebiss besteht aus 40 Zähnen. Gelegentlich wurde die Halsbandmanguste als Unterart der Kurzschwanzmanguste betrachtet, doch besteht mittlerweile ein Konsens, dass es sich um eine eigenständige Art handelt.

## Verbreitung und Lebensraum

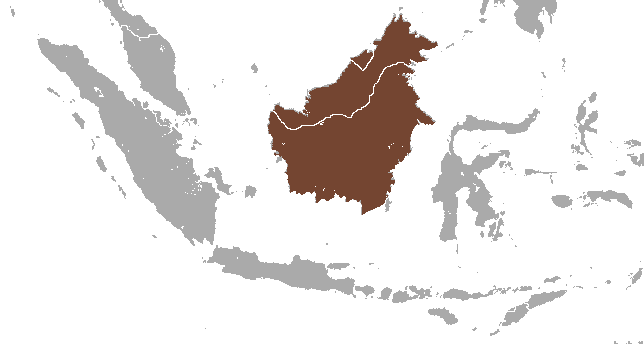
Verbreitungsgebiet der Halsbandmanguste

Die Art kommt gesichert nur noch auf Borneo vor, wo sie offenbar große Teile der Insel in den Staaten Malaysia und Indonesien, vermutlich auch Brunei bewohnt. Von der Insel Sumatra waren lange nur zwei alte Museumspräparate aus dem Jahr 1917 bekannt, bis es 2012 einen neuen Nachweis aus Aceh gab. Die Form dieser Insel wurde als getrennte Unterart (U. s. uniformis) im Gegensatz zur Form Borneos (U. s. semitorquata) beschrieben. Diese Einteilung ist allerdings ungesichert. Man findet die Halsbandmanguste in Primär- und Sekundärwäldern sowie in Plantagen. Auf Borneo kommt die Art vom Meeresspiegel bis in 1200 m Höhe vor. Über die Bestandsverhältnisse ist so gut wie nichts bekannt. Von der IUCN wird wegen nicht ausreichender Daten („Data Deficient“) kein Gefährdungsstatus angegeben. Vor kurzem wurde die Art erstmals im Gebiet des Mount Kinabalu-Nationalparks nachgewiesen.

## Lebensweise
Über die Lebensweise ist wenig bekannt. Offenbar handelt es sich um bodenlebende Einzelgänger. Auswertungen von Bildmaterial aus Kamerafallen lassen vermuten, dass die Halsbandmanguste tagaktiv ist.

## Systematik, Unterarten und Verbreitung
Die Halsbandmanguste wurde 1837 durch den britischen Zoologen John Edward Gray mit der Bezeichnung Herpestes brachyurus erstmals wissenschaftlich beschrieben. Die Gattung Herpestes, mit dem afrikanischen Ichneumon (Herpestes ichneumon) als Typusart, erwies sich jedoch nicht monophyletisch und die asiatischen Herpestes-Arten wurden in die Gattung Urva gestellt. Auf der philippinischen Insel Palawan und den Calamian-Inseln kommt eine Mangustenform vor, die ursprünglich als Unterart (Herpestes brachyurus palawanus) der Kurzschwanzmanguste (Urva brachyura) zugeordnet wurde. Sie steht genetisch jedoch der Halsbandmanguste näher und wird von der American Society of Mammalogists und der IUCN dieser Art zugerechnet.